# Список замков Косова
Здесь представлен список замков и руин Косово.
| Название                                                                | Тип      | Состояние                   | Местоположение                                    | Изображение | Краткое описание |
| ----------------------------------------------------------------------- | -------- | --------------------------- | ------------------------------------------------- | ----------- | --- |
| Ариляча (алб. Kalaja e Harilaqit, серб. Ариљача)                        | крепость | насыпь, фрагментарные руины | к западу от д. Ариляча, Косово-Поле               |             | Раскопки проводились в 2005—2010 годах сотрудниками музея Косово и Археологическим институтом Косово. Были найдены многочисленные обломки металлических инструментов, детали ювелирных изделий, монеты, кирпичи, фрагменты стекла и архитектурных сооружений поздней Античности, характерные для периода Юстиниана Великого.                                                                                    |
| Вучитрн (алб. Kalaja e Vushtrrisë, серб. Вучитрн)                       | замок    | руины                       | в г. Вучитрн                                      |             | Резиденция Георгия Бранковича, деспота Сербии в 1427—1456 годах. Из всего комплекса городских укреплений сохранилась только Башня Войновичей (алб. Vojinovića Kula, серб. Војиновића Кула). |
| Дардана (алб. Kalaja e Dardanës)                                        | крепость | фрагментарные руины         | к северо-западу от г. Косовска-Каменица           |             | На этом месте находилось поселение со времён позднего бронзового века. Крепость перестроена в позднеримскую эпоху, когда она была частью системы укреплений римской провинции Дардания. Руины обнаружены в 1970-х годах, но серьёзные раскопки начались только в 2012 году. |
| Дубок (алб. Kalaja e Dubovcit)                                          | крепость | насыпь, фрагментарные руины | к северо-западу от г. Вучитрн                     |             | Построена дарданцами в VIII—IX веке до н.э. Обнаруженные археологические находки в культурных слоях в этом месте свидетельствуют о двух разных цивилизациях. В крепости найдены керамические фрагменты с иллирийским орнаментом, кирпичи и мраморные предметы с надписями. Также обнаружены предметы времён палеолита и неолита.                                                                                |
| Затрич или Градиште (алб. Gërmadhat e Gjytetit në Zatriq, серб. Затрич) | крепость | фрагментарные руины         | близ д. Затрич к северу от г. Ораховац            |             | Никакой информации о крепости в исторических документах не сохранилось. Вероятно это позднее византийское укрепление, по размерам больше Призренской крепости и вмещало тысячу человек. |
| Звечан (алб. Kalaja e Zveçanit, серб. Звечан)                           | крепость | насыпь, руины               | к северо-западу от г. Северная Косовска-Митровица |             | Построена в XI веке Вуканом, жупаном Рашки. |
| Кориша (алб. Kalaja e Korishës)                                         | крепость | насыпь, фрагментарные руины | к юго-востоку от д. Кориша близ г. Призрен        |             | Во время раскопок в 2002—2004 годах обнаружены остатки фундамента палеохристианской церкви VI века. Также найдены фрагменты доисторических керамических сосудов (вероятно, оставшиеся от стоянки среднего бронзового века), а также сосудов, датируемых поздней Античностью. С 2016 года объект находится под охраной Совета Косово по культурному наследию.                                                    |
| Ново Брдо (алб. Kalaja e Artanës, серб. Тврђава Ново Брдо)              | крепость | руины (отреставрированы)    | близ г. Ново-Брдо                                 |             | Возведена ок. 1285 года Стефаном Урошом II Милутиным. |
| Подградже или Градиште (алб. Kalaja e Pogragjës, серб. Подграђе)        | крепость | руины                       | близ д. Подградже к юго-востоку от г. Гнилане     |             | Построена в VI веке. |
| Призрен (алб. Каlаја e Prizrenit, серб. Призренски град)                | форт     | не повреждена               | в г. Призрен                                      |             | Оригинальная крепость построена в VI веке. |
| Прилепац (алб. Kalaja e Përlepnicës, серб. Прилепац)                    | крепость | не сохранилась              | близ д. Божевце к юго-востоку от г. Ново-Брдо     |             | Построена скорее всего в начале XIV века и принадлежала логофету Стефаном Урошем IV Душаном. Здесь ок. 1329 года родился святой Лазарь Хребелянович, последний независимый князь Сербии. Также считается местом рождения святого Никодима Тисманского (ок. 1320 — 1406). Крепость не сохранилась. В настоящее время является мемориалом Лазаря Хребеляновича и популярной туристической достопримечательностью. |